# Arthur Osona
Arturo Ossona y Formentí (Barcelona, 1840-Barcelona, 1901) fue un escritor y comerciante español, autor de numerosas guías de excursionismo por Cataluña.

## Biografía
Nació el 22 de octubre de 1840 en Barcelona, se dedicó profesionalmente al comercio. Pasó parte de su juventud en el extranjero permaneciendo tres años en Francia, Alemania y Suiza. Adquirió por entonces afición a las excursiones, que después llevó en Cataluña. Fruto de dichas excursiones publicó varias guías itinerarias, en la que ofrecía noticias geográficas, topográficas, históricas y de interés para los que desearan visitar las comarcas estudiadas.
Colaboró en el Boletín de la Associació Catalanista d'Excursions Científicas y en el Butlletí de l'Associació d'Excursions Catalana, en La Renaixensa y en el Diario de Cataluña. Publicó en prensa un trabajo literario de carácter festivo titulado: «De mas Excursions en Jaumá de Convalent, historia de un guia». Falleció en Barcelona en 1901, el día 16 de febrero.

## Obras
- Una excursio á la montanya de Monseny. Barcelona, imprenta Barcelonesa, 1879. En 16.° 40 págs, con un plano.[1]
- Guia general de las montanyas de la regió del Monseny. Barcelona imp. La Renaixensa, 1880. Un vol. en 12.° 132 págs. En 1886 se publicó la tercera edición.[1]
- Una excursió à la Schvre Wald (Selva negra). Segunda edició, corregida y aumentada. Barcelona, estampa de Miró y C.ª, 1888. En 16.° 70 págs.[1]
- Guía itineraria de las regions del Llusanés, Pyrineus, Cerdanya, serras de Cadi y Andorra; ó sia de las fonts del Bastareny y del Llobregat, á las del Segre y á las del Ter y Riutort. Barcelona. Est. Miró y C.ª, 1888. Un vol. de 6 cent, y 143 pág.[1]
- Guia itineraria del Vallés superior ó sia del Congost al Llobregat. Barcelona, est. de A. Lopez y Robert, 1888. Un vol. en 16.° y 135 págs.[1]
- Guía itineraria de las serras de la costa de Llevant ó sia del Besós al Tordera. Barcelona. Est. de A. Lopez y Robert. 1888. Un vol. en 16.° y 181 págs.[1]
- Guia del Alt plá de Barcelona y del Baix Vallés. Barcelona, estampa de Mariol y Lopez, 1888. Un vol. en 16.° 80 págs.[1]
- Guia itineraria de las servas de Collsacabra y de la Magdalena fins als Pirineus ó sia del Fluviá al Ter. Barcelona, Estampa de Miró y C.ª, 1888. Un vol. 140 págs.[1]
- Guia itineraria de las serras de la costa de Ponent de Barcelona ó sia del Noya inferior al nor y del Llobregat inferior al Panadés. En colaboración con José Castellanos. Barcelona imp. La Renaixensa, 1890. En 16.° 100 págs.[1]
- Guía itineraria de las regions compresas desde Montserrat al camp de Tarragona y de la Segarra al Panadés, ab la descripció de las concas dels rius Noya, Foix y Gayá. Barcelona, est. de la Renaixensa, 1890. En 12.° 176 págs. Con la colaboración de José Castellanos.[1]
- Guia del alt plá de Barcelona y del baix Valles. Barcelona, imp. Mariol y Lopez, 1888. En 16.° 80 págs.[1]
- Mes excursions pels Alpes, Barcelona, estampa de la Renaixensa, 1891. En 16.° 95 págs.[1]